# Motorvägskontrollsystem

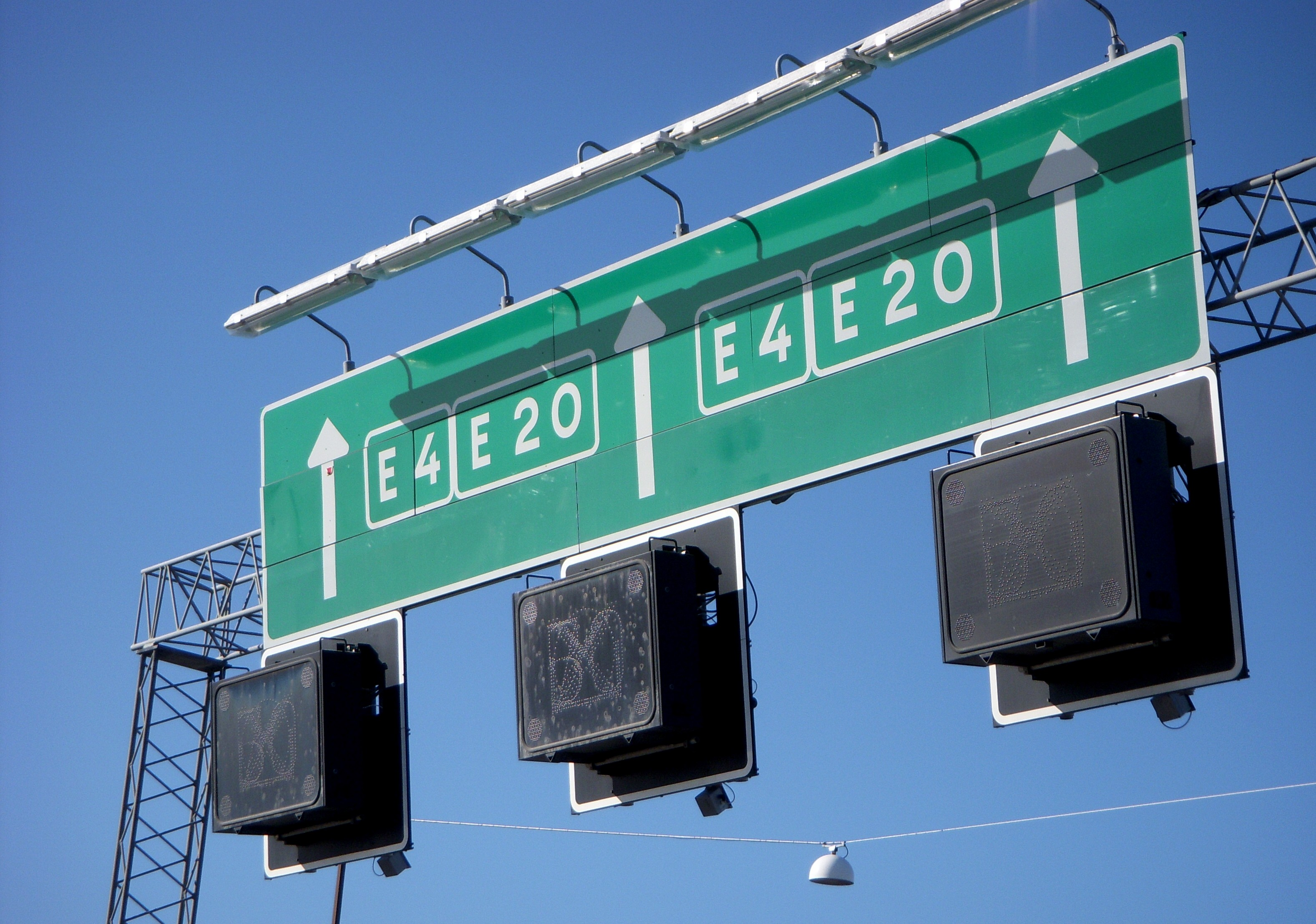
Körfältssignaler på Essingeleden

Ett motorvägskontrollsystem, även motorvägsstyrning, motorvägsreglering eller Motorway Control System (MCS), är ett automatiskt kövarningssystem som används för trafikinformation på huvudsakligen motorvägar och huvudleder.

## Allmänt
Systemet är automatiskt och styrs av detektorer som bland annat registrerar trafikens hastighet och var köer börjar eller slutar. Via skyltar över körbanan uppmanas trafikanterna att sänka hastigheten och/eller byta körfält om något körfält är blockerat. Vid störningar av trafikflödet anger en körfältssignal över varje körfält den för ögonblicket gällande hastigheten, den annars (fast) skyltade hastigheten gäller då inte. Hastighetsförändringen visas i god tid, så att trafikanterna undviker hastiga inbromsningar vid ett plötsligt uppdykande köslut. Systemet kan även via större variabla skyltar varna för en olycka framöver. Till exempel med texten ”Olycka, 0-2,5 km, ett körfält avstängt”. Trafik Stockholm är de som kan styra över körfältssignalerna och de variabla skyltarna. Vid ett hinder på vägen skickas en enhet från VägAssistans för att få bort hindret och hjälpa till vid olyckor.

## Sverige
För att effektivisera trafikflödet på Essingeleden, en stor trafikled i Stockholm, infördes hösten 2002 ett motorvägskontrollsystem på sträckan Eugeniatunneln-Västberga, vilket var Sveriges första. Sedan dess har fler vägsträckor utrustats med systemet, bland annat på en del huvudtrafikleder i Stockholms län och i Göteborgsområdet, samt på Öresundsbron. 

## Bildexempel
Bildexemplet visar en störning på Essingeleden och hur Motorvägskontrollsystemet varnar och informerar.

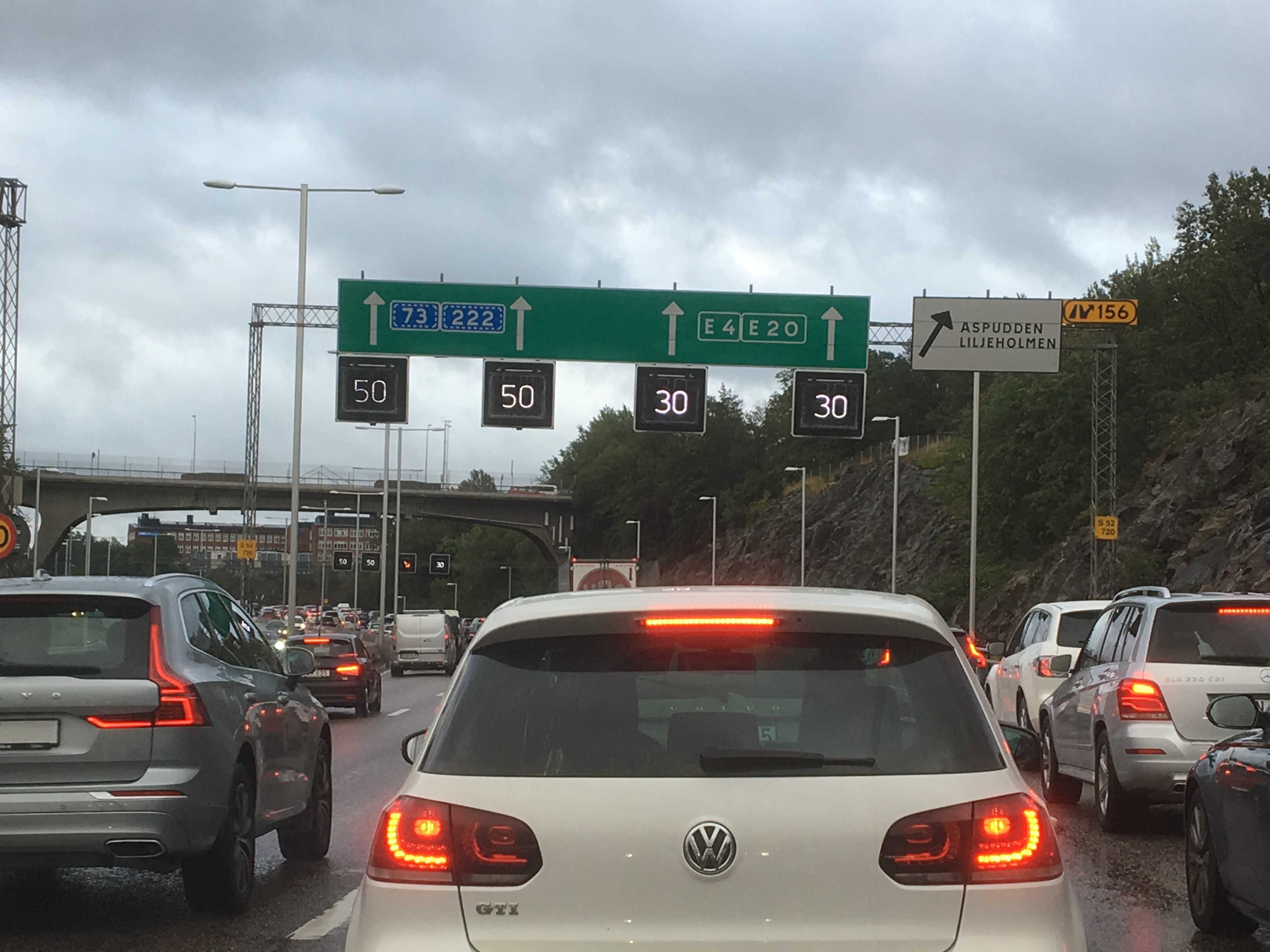
Systemet anger en rekommenderad högsta hastighet.
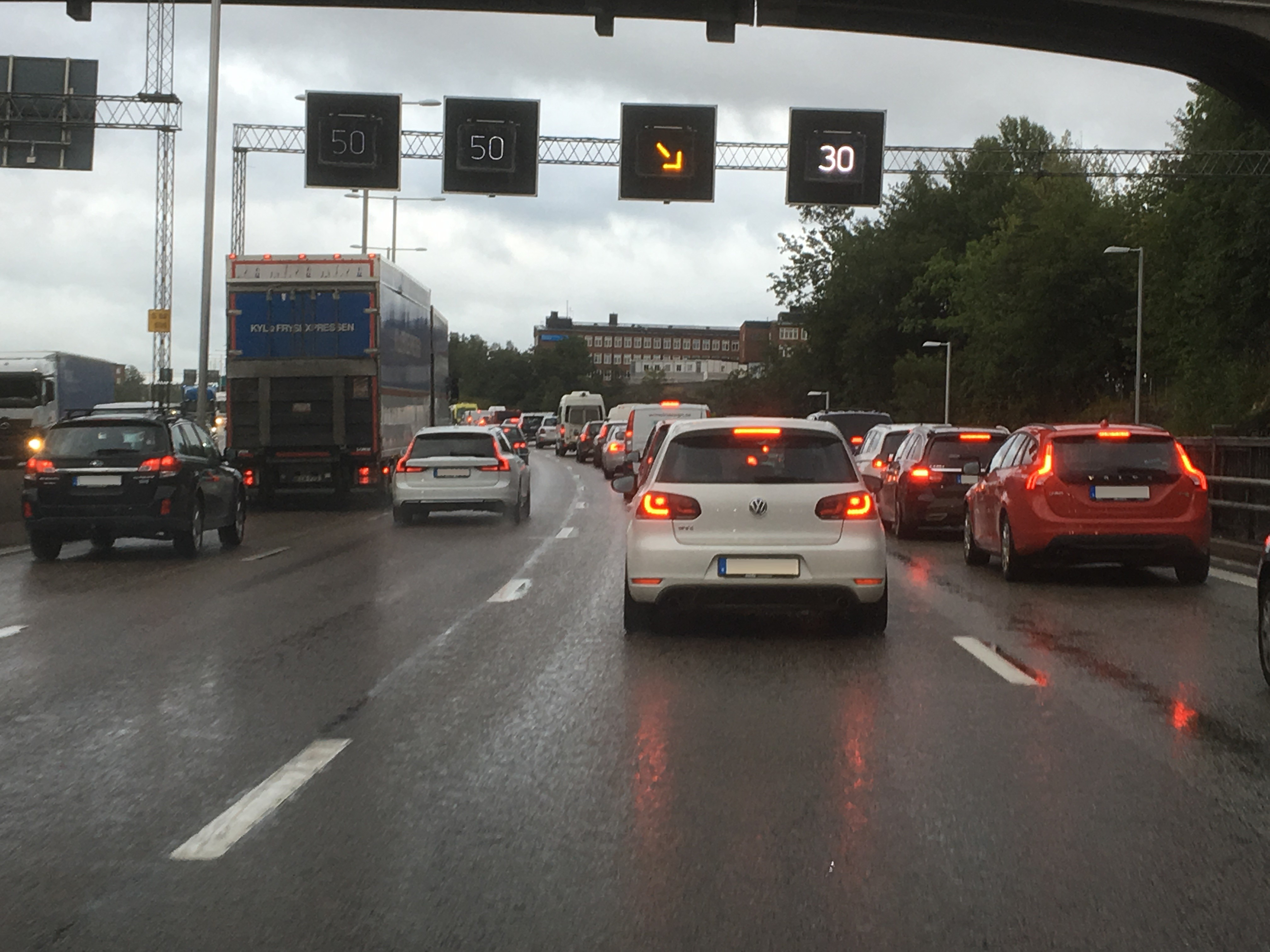
Körfältssignaler visar att den högra mittfilen är avstängd längre fram.
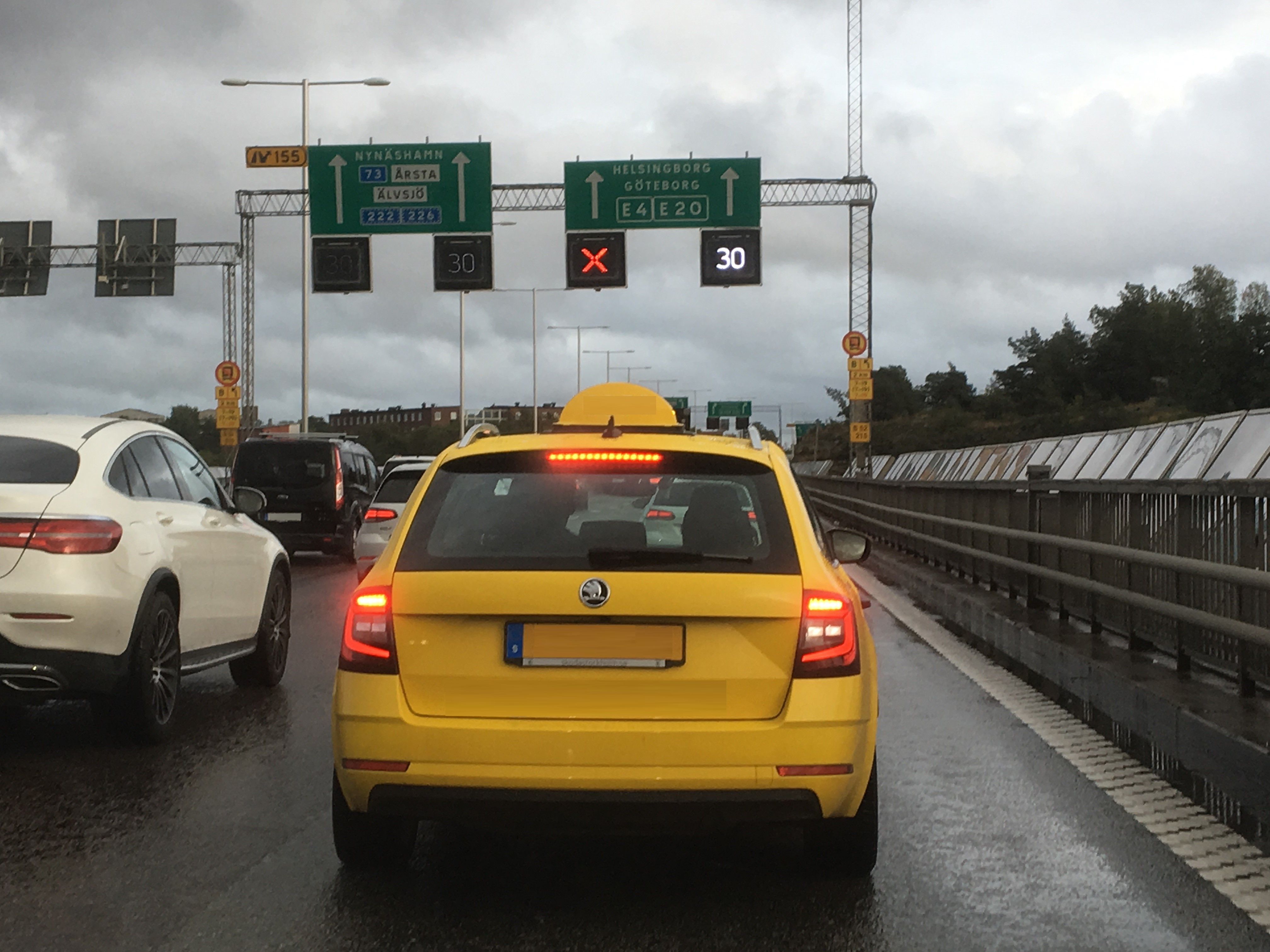
Körfältssignaler visar att den högra mittfilen är avstängd.
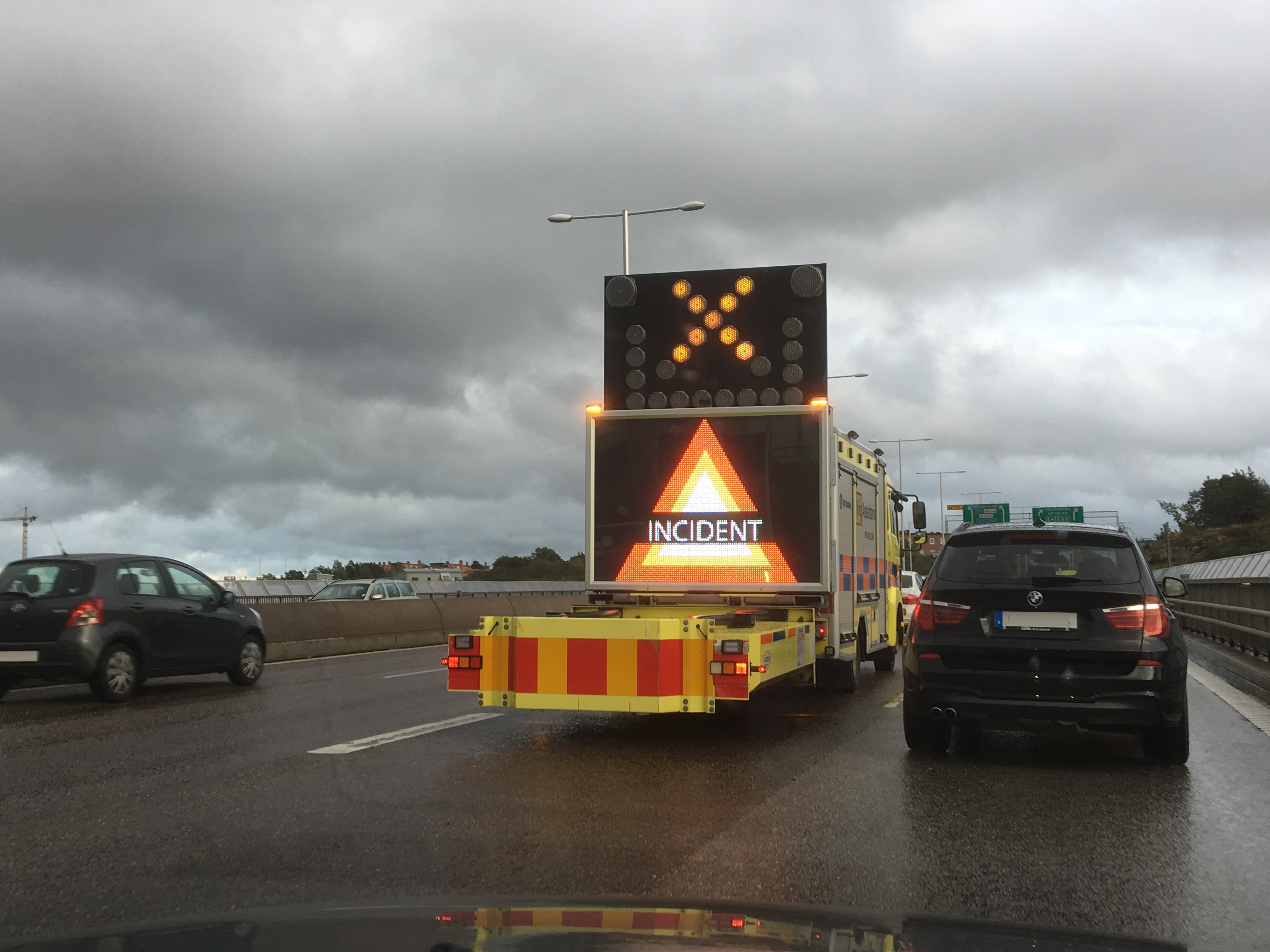
Vid olycksplatsen står ett fordon från Vägassistans med TMA-sydd och skyddar platsen.
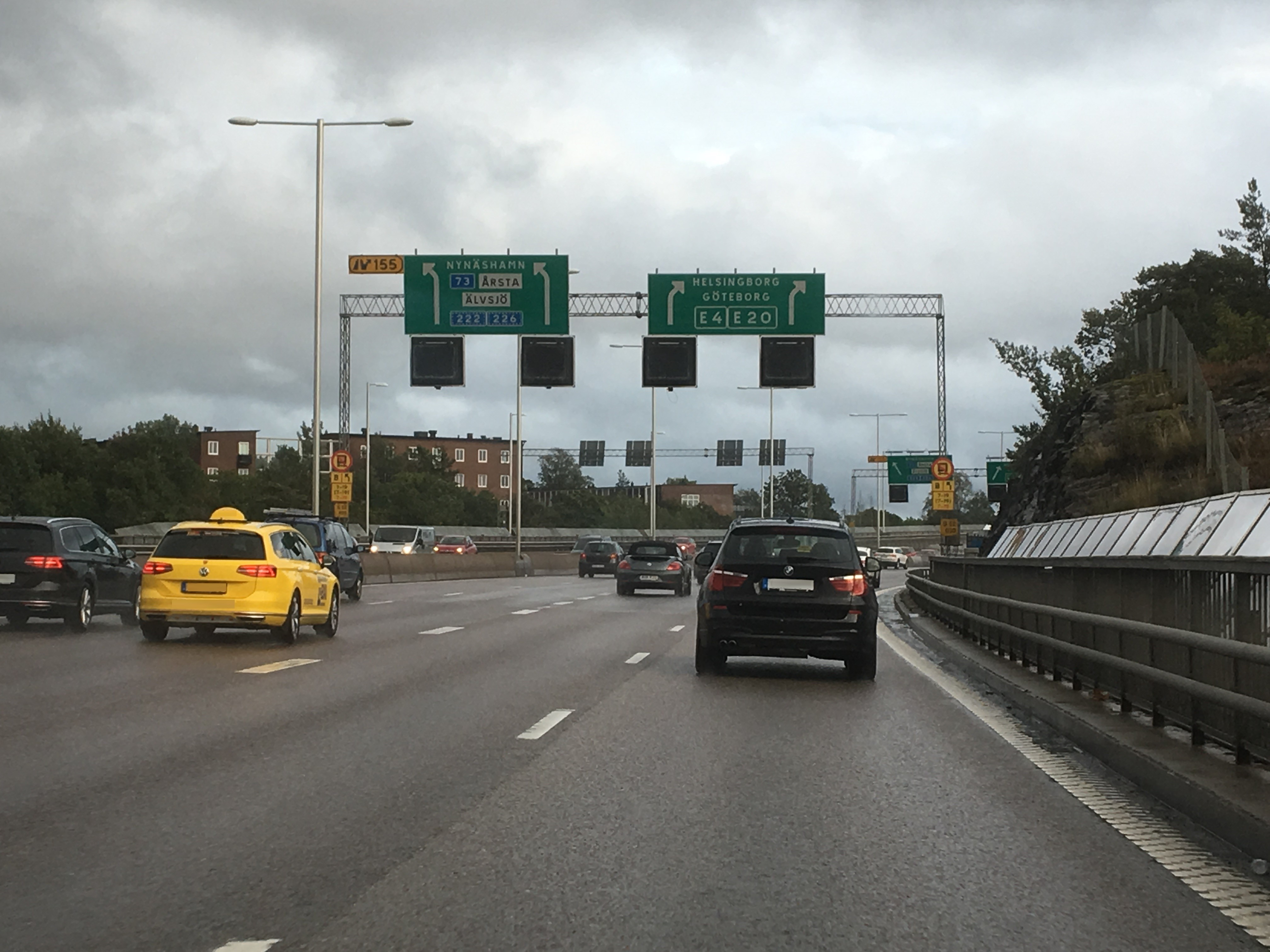
Efter olycksplatsen är körfältssignalerna släckta. Det innebär att alla körfält är öppna och rekommenderad hastighet upphör.

### Fotnoter
1. ↑  ”nvf-dictionary”. www.nvf-dictionary.org. Arkiverad från originalet den 15 december 2017. https://web.archive.org/web/20171215000854/http://www.nvf-dictionary.org/. Läst 14 december 2017.
2. ↑  Trafikverket. ”ITS på väg”. Trafikverket. Arkiverad från originalet den 15 december 2017. https://web.archive.org/web/20171215053251/https://www.trafikverket.se/for-dig-i-branschen/teknik/ny-teknik-i-transportsystemet/its-intelligenta-transportsystem/its-pa-vag/. Läst 14 december 2017.